# 2021年のバレーボール
< 2021年 | 2021年のスポーツ
2021年のバレーボールでは、2021年のバレーボール関連の出来事をまとめる。
2020年のバレーボール - 2021年のバレーボール - 2022年のバレーボール

## できごと

### 1月
- 10日 - 【JVA・高体連】この日まで行われた第73回全日本バレーボール高等学校選手権大会男女決勝が行われ、男子は東福岡が駿台学園を下し5年ぶり3回目、女子は就実が大阪国際滝井を3-1で下しインターハイと選手権が兼ねていた1996年以来25年ぶり3回目の優勝[1]。

### 2月
- 21日 - 【JVA・V.LEAGUE】V.LEAGUE Division1（V1）女子ファイナルが大田区総合体育館で行われ、JTマーヴェラスが東レアローズに3-1で勝ち2年連続3回目の優勝[2]。

### 4月
- 4日 - 【JVA・V.LEAGUE】V.LEAGUE Division1（V1）男子ファイナルが船橋アリーナで行われ、サントリーサンバーズがパナソニックパンサーズを3-0で下し14年ぶり8回目の優勝[3]。

### 12月
- 19日 - 【JVA】令和3年度天皇杯・皇后杯全日本バレーボール選手権大会ファイナルラウンド決勝が行われ男子はウルフドッグス名古屋が3-2で堺ブレイザーズを下し5年ぶり2回目、女子は久光スプリングスが東レアローズを3-2で下し3年ぶり8回目の優勝[4][5]。

## 結果

### 国内大会

#### 日本
- 第73回全日本バレーボール高等学校選手権大会（春高バレー）（1月5日 - 10日・東京体育館）
  - 男子決勝：東福岡（福岡） 3 - 1 駿台学園（東京第1）
  - 東福岡は5年ぶり3回目優勝。
  - 女子決勝：就実（岡山） 3 - 1 大阪国際滝井（大阪第2）
  - 就実は25年ぶり3回目の優勝。

- 2019/20V1リーグファイナル（女子2月21日・大田区総合体育館、男子4月4日・船橋アリーナ）
  - 男子V1リーグ決勝 サントリーサンバーズ 3 - 0 パナソニックパンサーズ （14年ぶり8回目）
  - 女子V1リーグ決勝 JTマーヴェラス 3 - 1 東レアローズ （2年連続3回目）
  - 男子V2リーグ優勝 - 富士通カワサキレッドスピリッツ
  - 女子V2リーグ優勝 - 群馬銀行グリーンウイングス

- 令和3年度天皇杯・皇后杯全日本バレーボール選手権大会ファイナルラウンド（12月10日 - 19日・高崎アリーナ）
  - 男子決勝 - ウルフドッグス名古屋（V.LEAGUE Division1） 3 - 2 堺ブレイザーズ（V.LEAGUE Division1）（5大会ぶり2回目【豊田合成時代を含む】）
  - 女子決勝 - 久光スプリングス（V.LEAGUE Division1） 3 - 2 東レアローズ （V.LEAGUE Division1）（3年ぶり8回目）